# George Barnes (direttore della fotografia)
George Barnes (Pasadena, 16 ottobre 1892 – Los Angeles, 30 maggio 1953) è stato un direttore della fotografia statunitense.

## Biografia
Attivo fin dall'epoca del cinema muto (il suo primo film risale al 1918), Barnes è uno dei più prolifici direttori della fotografia del cinema classico americano, avendo curato oltre 140 pellicole. La sua attività non si è limitata ad alcuni generi, ma ha toccato i più disparati: dal western al thriller, dal melodramma ai film di propaganda anticomunista.
Sposato sette volte, si ricordi il matrimonio con l'attrice Joan Blondell dal 1933 al 1936, da cui nacque il figlio Norman (oggi produttore televisivo) e verso il quale perse i diritti paterni quando il successivo marito della Blondell, Dick Powell, lo adottò nel 1938.
Cinque volte candidato al Premio Oscar per la miglior fotografia (nel 1929 per tre film e nel 1946 per due, per un totale di otto film complessivamente candidati), vinse il premio per Rebecca - La prima moglie di Alfred Hitchcock nel 1941, nella categoria "bianco e nero".
Si aggiudicò anche un Golden Globe per la migliore fotografia nel 1953 per Il più grande spettacolo del mondo (The Greatest Show on Earth), assieme a J. Peverell Marley.

## Filmografia
- Flare-Up Sal, regia di Roy William Neill - assistente alla macchina (1918)
- Vive la France!, regia di Roy William Neill (1918)
- Partners Three, regia di Fred Niblo (1919)
- The Haunted Bedroom, regia di Fred Niblo (1919)
- The Virtuous Thief, regia di Fred Niblo (1919)
- Stepping Out, regia di Fred Niblo (1919)
- Dangerous Hours, regia di Fred Niblo (1919)
- Hairpins, regia di Fred Niblo (1920)
- The False Road, regia di Fred Niblo (1920)
- Her Husband's Friend, regia di Fred Niblo (1920)
- Silk Hosiery, regia di Fred Niblo (1920)
- Il codardo (The Bronze Bell), regia di James W. Horne (1921)
- Peg del mio cuore (Peg o' My Heart), regia di King Vidor (1922)
- Alice Adams, regia di Rowland V. Lee (1923)
- L'ombra di Washington (Janice Meredith), regia di E. Mason Hopper (1924)
- Zander the Great, regia di George W. Hill (1925)
- L'aquila (The Eagle), regia di Clarence Brown (1925)
- Il figlio dello sceicco (The Son of the Sheik), regia di George Fitzmaurice (1926)
- Fiore del deserto (The Winning of Barbara Worth), regia di Henry King (1926)
- La danzatrice degli dei (The Devil Dancer), regia di Fred Niblo (1927)
- Tristana e la maschera (Sadie Thompson), regia di Raoul Walsh (1928)
- Vigilia d'amore (Two Lovers), regia di Fred Niblo (1928)
- Le nostre sorelle di danza (Our Dancing Daughters), regia di Harry Beaumont (1928)
- Cercasi avventura (Bulldog Drummond), regia di F. Richard Jones e, associato, Leslie Pearce (1929)
- L'isola del diavolo (Condemned), regia di Wesley Ruggles (1929)
- L'intrusa (The Trespasser), regia di Edmund Goulding (1929)
- Raffles, regia di George Fitzmaurice e, non accreditato, Harry d'Abbadie d'Arrast (1930)
- Polly of the Circus, regia di Alfred Santell (1932)
- Peg del mio cuore (Peg o' My Heart), regia di Robert Z. Leonard (non accreditato) (1933)
- Viva le donne! (Footlight Parade), regia di Lloyd Bacon (1933)
- Goodbye Again, regia di Michael Curtiz (1933)
- L'ultima carta (Gambling Lady), regia di Archie Mayo (1934)
- Abbasso le donne (Dames), regia di Ray Enright (1934)
- Passeggiata d'amore (Flirtation Walk), regia di Frank Borzage (1934)
- Broadway Gondolier, regia di Lloyd Bacon (1935)
- Il principe e il povero (The Prince and the Pauper), regia di William Dieterle e William Keighley (1937)
- Invito alla danza (Varsity Show) (1937)
- La grande barriera (The Barrier), regia di Lesley Selander (1937)
- Le cinque schiave (Marked Woman), regia di Lloyd Bacon e, non accreditato, Michael Curtiz (1937)
- Il vendicatore di Jess il bandito (The Return of Frank James) (1940)
- Rebecca - La prima moglie (Rebecca), regia di Alfred Hitchcock (1940)
- Tenebre (Ladies in Retirement), regia di Charles Vidor (1941)
- Quell'incerto sentimento (That Uncertain Feeling), regia di Ernst Lubitsch (1941)
- Ragazze che sognano (Rings on Her Fingers) (1942)
- Incubo (Nightmare) (1942)
- La dama e l'avventuriero (Mr. Lucky) (1943)
- L'avventura viene dal mare (Frenchman's Creek), regia di Mitchell Leisen (1944)
- Il ribelle (None But the Lonely Heart), regia di Clifford Odets (1944)
- La porta proibita (Jane Eyre) (1944)
- Io ti salverò (Spellbound), regia di Alfred Hitchcock (1945)
- Nel mar dei Caraibi (The Spanish Main), regia di Frank Borzage (1945)
- Le campane di Santa Maria (The Bells of St. Mary's) (1945)
- L'angelo del dolore (Sister Kenny), regia di Dudley Nichols (1946)
- Sinbad il marinaio (Sinbad the Sailor), regia di Richard Wallace (1947)
- Il lutto si addice ad Elettra (Mourning Becomes Electra) (1947)
- Tra moglie e marito (No Minor Vices) (1948)
- Il valzer dell'imperatore (The Emperor Waltz), regia di Billy Wilder (1948)
- Il ragazzo dai capelli verdi (The Boy with Green Hair) (1948)
- Le forze del male (Force of Evil), regia di Abraham Polonsky (1948)
- Sansone e Dalila (Samson and Delilah), regia di Cecil B. DeMille (1949)
- La gioia della vita (Riding High), regia di Frank Capra (1950)
- Assedio d'amore (Mr. Music), regia di Richard Haydn (1950)
- È arrivato lo sposo (Here Come the Groom), regia di Frank Capra (1951)
- Il più grande spettacolo del mondo (The Greatest Show on Earth), regia di Cecil B. DeMille (1952)
- Per ritrovarti (Little Boy Lost), regia di George Seaton (1953)
- La guerra dei mondi (The War of the Worlds), regia di Byron Haskin (1953)